# Hélène Binet
Pour les articles homonymes, voir Binet.

<
Hélène Binet, née en 1959, est une photographe d'architecture franco-suisse basée à Londres. Elle photographie les œuvres d'architectes renommés, comme Daniel Libeskind, Peter Zumthor et Zaha Hadid. Son travail photographique en noir et blanc a une qualité artistique propre, au-delà des œuvres photographiées auxquelles elle donne une dimension nouvelle, souvent poétique. 
Hélène Binet participe à plusieurs expositions, dont une qui lui est entièrement consacrée à la Royal Academy of Arts en 2022.

## Biographie

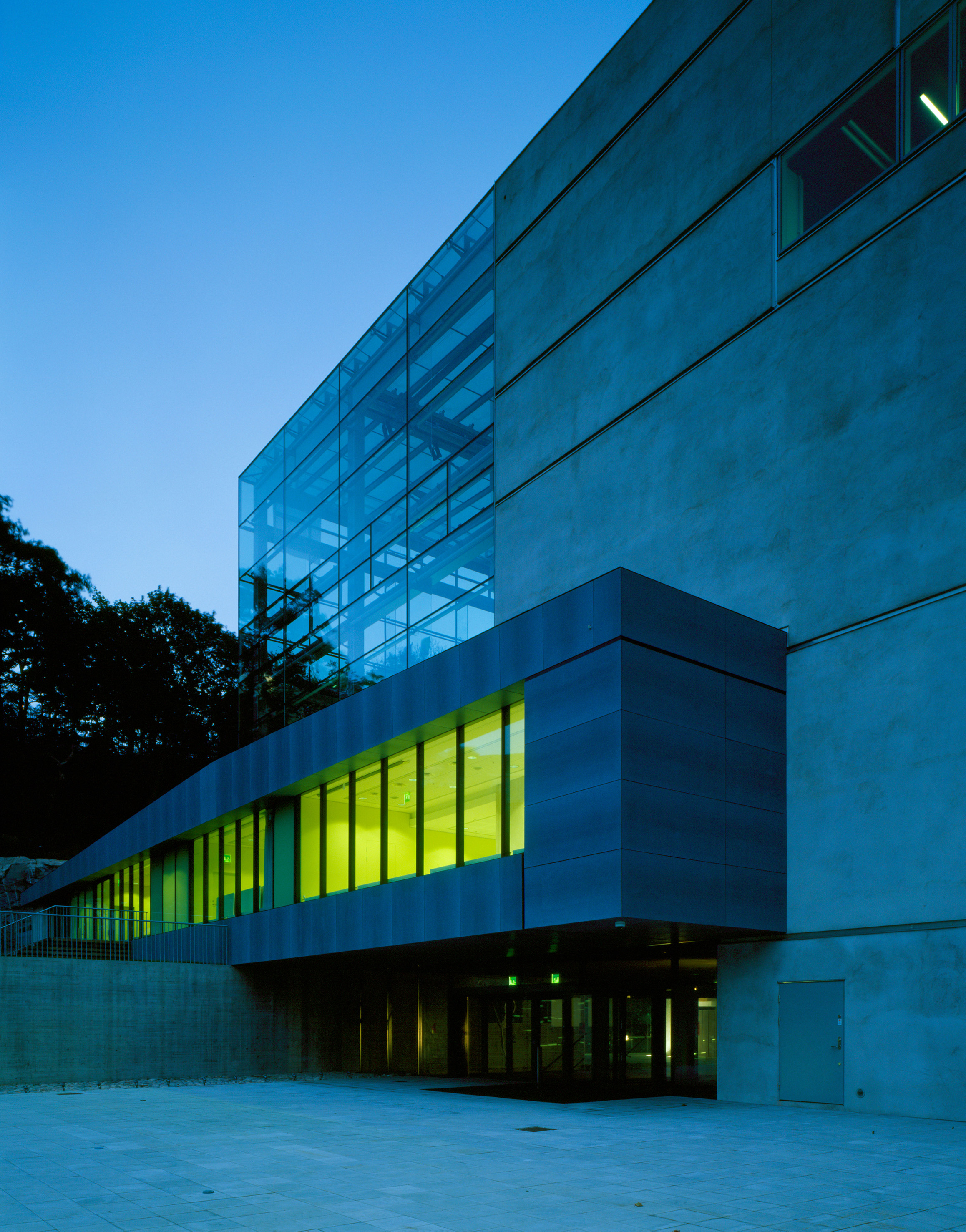
Musée des cultures du monde, photographié par Binet.

Hélène Binet est née en 1959 à Sorengo en Suisse de parents suisses et français, tous deux musiciens. Elle étudie la photographie à l'Istituto Europeo di Design de Rome,. Elle travaille d'abord comme photographe au Grand Théâtre de Genève, où elle photographie diverses performances pendant deux ans. Dans les années 1980, elle rejoint à Londres son futur mari, l'architecte Raoul Bunschoten. Elle se tourne alors vers la photographie d'architecture et obtient une commande de photos de l'Architectural Association School of Architecture. Elle est encouragée dans cette voie par l'architecture, encouragée par l'architecte, Daniel Libeskind « elle expose les réalisations, la force, le pathos et la fragilité de l'architecture »,.
Hélène Binet travaille exclusivement avec de la pellicule photographique, ce qui donne une qualité tactile à ses photos. Elle travaille surtout en noir et blanc, se concentre sur les lignes des bâtiments et sur la lumière pour composer des scènes d'une grande sobriété où le spectateur est invité à imaginer ce qui est hors champ. Elle dit s'intéresser surtout à la phase de construction des bâtiments « Je cherche également à capter la beauté d’erreurs frappantes, des détails que l’on ne trouve que sur des sites en travaux. ». Ses photos, avec leurs ombres profondes, les angles qui se croisent ont une dimension à la fois abstraite et poétique. Elle réinterprète les œuvres qu'elle photographie, en faisant de nouvelles œuvres d'art,,.
Elle travaille essentiellement avec les grands noms de l'architecture, parmi lesquels, David Chipperfield, Tony Fretton, Zaha Hadid, Zvi Hecker, John Hejduk, Daniel Libeskind, Peter Cook, Peter Zumthor, Josef Paul Kleihues et les agences Caruso St John, Coop Himmelb(l)au et Sauerbruch Hutton (en). Elle publie également des livres sur les bâtiments de Le Corbusier, Alvar Aalto, Sigurd Lewerentz et Dimitris Pikionis (en),,.
Hélène Binet photographie également les œuvres d'architectes du passé, comme Alvar Aalto, Geoffrey Bawa, Le Corbusier, Sverre Fehn, Nicholas Hawksmoor, John Hejduk, Sigurd Lewerentz, ou Hans Van der Laan. Elle travaille également sur l'architecture traditionnelle asiatique.
Hélène Binet est représentée par la Galerie Amman à Cologne.

## Vie privée
Hélène Binet est mariée à Raoul Bunschoten et le couple vit à Londres avec leurs deux enfants, Izaak et Saskia Ada,.

## Publications

### En français
- Avec Pierre Hebbelinck (auteur), MAC's, Musée des arts contemporains au Grand-Hornu, Bruxelles, La Lettre volée, 2002
- Avec Peter Zumthor, Sigrid Hauser, Therme Vals, Infolio, 2007  (ISBN 978-2-88474-572-7)
- Avec Zaha Hadid, Pierres vives, Milan, Skira Rizzoli, 2013  (ISBN 9780847840137)
- Avec Peter Zumthor, Mari Lending, Yves Rosset (trad.), Catherine Dumont d'Ayot (trad.), Présences de l'histoire, Scheidegger & Spiess, 2018
- Avec Victor J. Jones, Gauthier Bolle, Un pont à part - A Distant Bridge Sergio Musmeci & Zenaide Zanini, Potenza 1966-1976, Matis Presses, 2016  (ISBN 978-2-940563-09-8)

### En anglais
- (en) Avec Jill Allibone, David Evans, The Inns of Court, Black Dog Publishing Limited, 1996. (ISBN 0952177315) .
- (en) Avec Daniel Libeskind, Raoul Bunschoten, A passage through silence and light, Black Dog, 1997  (ISBN 0952177358)
- (en) Avec Peter Cook, Zvi Hecker, John Hejduk, The House of the Book, Black Dog, 1999
- (en) Avec Hubertus von Amelunxen (en), Architecture of Zaha Hadid in photographs, Lars Müller, 2000.
- (en) Avec Zaha Hadid, Daniel Libeskind, Mark Rappolt, Helene Binet : Seven Projects, Shine Gallery. Guiding lines, 2002  (ISBN 0953845133)
- (en) Holocauste Mahnmal Berlin : Eisenman Architects, Hanno Rauterberg, Lukas Wassmann, Muller, 2005. (ISBN 3037780592).
- (en) Photographis, Phaidon inc. Ltd, 2009  (ISBN 0714849421)
- (en) Helene Binet: Composing Space, Phaidon Press, 2012  (ISBN 0714861197)
- (en) Avec Juhani Pallasmaa (auteur), The Walls of Suzhou Gardens ; A Photographic Journey, Lars Müller, 2021  (ISBN 9783037786604)
- (en) Avec Juhani Pallasmaa, Vicky Richardson, Light line : the architectural photographs of Helene Binet, Royal Academy, 2021
- (en) Avec Byoung Cho, Eugenie Shinkle, Helene Binet : the Intimacy of Making Three Historical Sites in Korea, Lars Müller, 2021

## Distinctions
- 1997 : Redaksjonell Fotografi de Visuelt
- 2004 : Bourse Wissenschaft fur Leben Scholarhip, Olympus Europa Stiftung
- 2006 : Forum AID Award (en)
- 2008 : Fellow honoraire du Royal Institute of British Architects [7]
- 2015 : Prix du meilleur photographe d'architecture de l'année de l'Institut Julius Shulman (en) [12],[13]
- 2019 : Prix Ada Louise Huxtable [10]

## Expositions
- 2008 : Manifesta, Trente[14]
- 2011 : Hélène Binet, Selected works, Galerie Amman, Cologne[15]
- 2014-2015 : Constructing Worlds, exposition collective, Barbican Center, Londres[16]
- 2015 : 
  - Hélène Binet - Fragments of Light, Woodbury University Hollywood Gallery, Los Angeles[12],[17]
  - Dialogues. Photographs by Hélène Binet, Bauhaus Archiv, Berlin[18]
- 2017 : L’ombre de l’angle : architecture et photographie, exposition collective, CAU92, Nanterre[19]
- 2019 : Hélène Binet: Dialoghi, works from 1988 to 2018, Power Station of Art[10]
- 2022 : Light Lines: The Architectural Photographs of Hélène Binet, Royal Academy of Arts, Londres[20],[21]

## Collections
L'œuvre d'Hélène Binet est conservée dans les collections permanentes suivantes :
- Musée d'art moderne, New York [22]
- Carnegie Museum of Art, Pittsburgh, Pennsylvanie [23]